# Nicole Botter Gomez
Nicole Botter Gomez (* 6. Juni 1997 in Bogotá) ist eine italienische Shorttrackerin.

## Werdegang
Botter Gomez trat international erstmals bei den Juniorenweltmeisterschaften 2015 in Osaka in Erscheinung. Dort errang sie den 24. Platz im Mehrkampf und den neunten Platz mit der Staffel. Im folgenden Jahr lief sie bei den Juniorenweltmeisterschaften in Sofia auf den 26. Platz im Mehrkampf und auf den zehnten Rang mit der Staffel. Ihr Debüt im Shorttrack-Weltcup hatte sie im November 2018 in Calgary. Dabei belegte sie den 32. Platz über 1000 m, jeweils den 11. Rang über 500 m und mit der Mixed-Staffel und den siebten Platz mit der Staffel. Bei der Winter-Universiade 2019 in Krasnojarsk wurde sie Neunte über 1500 m und Siebte über 500 m und bei den Europameisterschaften 2019 in Dordrecht Fünfte mit der Staffel. In der Saison 2019/20 holte sie in Nagoya mit der Staffel ihren ersten Weltcupsieg und bei den Europameisterschaften 2020 in Debrecen die Silbermedaille mit der Staffel.

## Weltcupsiege im Team
| Nr. | Datum            | Ort      |
| --- | ---------------- | -------- |
| 1.  | 1. Dezember 2019 | Nagoya 1 |

## Persönliche Bestzeiten
- 500 m      43,831 s (aufgestellt am 1. November 2019 in Salt Lake City)
- 1000 m    1:31,248 min. (aufgestellt am 30. September 2018 in Courmayeur)
- 1500 m    2:28,981 min. (aufgestellt am 29. Januar 2016 in Sofia)
- 3000 m    5:46,102 min. (aufgestellt am 22. Oktober 2017 in Bormio)